# Ichiel Lerer
Ichiel Lerer (ur. 1910 w Mrozach (lub Żelechowie), zginął w obozie w Treblince w 1943) – polski poeta pochodzenia żydowskiego tworzący w jidysz.

## Życiorys
Gdy rozpoczął naukę w chederze został nazwany talmudycznym geniuszem. Jego twórczość stała się znana dzięki Icchakowi Majerowi Weisenbergowi, który stał się jego mentorem i który nazywał go "Jidysz Tagore". Pierwsze wiersze Ichiela Lerera to Tehilim i Psalmy, w 1932 ukazał się pierwszy zbiór wierszy zatytułowany "Milczenie i burza", który oceniono jako poważny i pełen "pobożnej, religijnej liryki" Za ukazujący przemiany religijne i społeczne w tradycyjnej rodzinie żydowskiej poemat „Mój dom” otrzymał nagrodę warszawskiego Pen Clubu. Należał do żydowskiej organizacji kulturalnej "Yikor" oraz współpracował z czasopismem "Hamadrikh". 
Po utworzeniu przez Niemców getta w 1940 roku znalazł się na jego terenie. Nadal pisał wiersze, pracował jako urzędnik oddziału ewidencji ludności lub jako pracownik pocztowy w biurze Judenratu. W 1943 z Umschlagplatzu został przewieziony do Treblinki, gdzie zginął.